# هیادالا
هیادالا (به لاتین: Hiyadala) یک منطقهٔ مسکونی در سری‌لانکا است که در استان مرکزی (سری‌لانکا) واقع شده‌است.